# Zinowiewia aymardii
Zinowiewia aymardii là một loài thực vật có hoa trong họ Dây gối. Loài này được Steyerm. miêu tả khoa học đầu tiên năm 1988.